# Talmay
Talmay és un municipi francès, situat al departament de la Costa d'Or i a la regió de Borgonya - Franc Comtat. L'any 2007 tenia 477 habitants.

## Demografia

### Població
El 2007 la població de fet de Talmay era de 477 persones. Hi havia 191 famílies, de les quals 65 eren unipersonals (37 homes vivint sols i 28 dones vivint soles), 57 parelles sense fills, 61 parelles amb fills i 8 famílies monoparentals amb fills.
La població ha evolucionat segons el següent gràfic:
Habitants censats

### Habitatges
El 2007 hi havia 261 habitatges, 206 eren l'habitatge principal de la família, 27 eren segones residències i 28 estaven desocupats. 248 eren cases i 12 eren apartaments. Dels 206 habitatges principals, 144 estaven ocupats pels seus propietaris, 55 estaven llogats i ocupats pels llogaters i 7 estaven cedits a títol gratuït; 2 tenien una cambra, 8 en tenien dues, 35 en tenien tres, 48 en tenien quatre i 114 en tenien cinc o més. 155 habitatges disposaven pel capbaix d'una plaça de pàrquing. A 75 habitatges hi havia un automòbil i a 94 n'hi havia dos o més.

### Piràmide de població
La piràmide de població per edats i sexe el 2009 era:
| Homes | Edats   | Dones |
| ----- | ------- | ----- |
| 0     | 95 o +  | 0     |
| 0     | 90 a 94 | 4     |
| 8     | 85 a 89 | 0     |
| 4     | 80 a 84 | 12    |
| 8     | 75 a 79 | 24    |
| 12    | 70 a 74 | 8     |
| 8     | 65 a 69 | 20    |
| 8     | 60 a 64 | 8     |
| 4     | 55 a 59 | 20    |
| 28    | 50 a 54 | 8     |
| 28    | 45 a 49 | 8     |
| 24    | 40 a 44 | 12    |
| 12    | 35 a 39 | 12    |
| 24    | 30 a 34 | 16    |
| 12    | 25 a 29 | 20    |
| 12    | 20 a 24 | 8     |
| 20    | 15 a 19 | 16    |
| 24    | 10 a 14 | 20    |
| 4     | 5 a 9   | 16    |
| 4     | 0 a 4   | 0     |

## Economia
El 2007 la població en edat de treballar era de 309 persones, 220 eren actives i 89 eren inactives. De les 220 persones actives 205 estaven ocupades (123 homes i 82 dones) i 15 estaven aturades (5 homes i 10 dones). De les 89 persones inactives 31 estaven jubilades, 27 estaven estudiant i 31 estaven classificades com a «altres inactius».

### Ingressos
El 2009 a Talmay hi havia 214 unitats fiscals que integraven 518,5 persones, la mediana anual d'ingressos fiscals per persona era de 16.320 €.

### Activitats econòmiques
Dels 20 establiments que hi havia el 2007, 1 era d'una empresa alimentària, 2 d'empreses de fabricació d'altres productes industrials, 4 d'empreses de construcció, 2 d'empreses de comerç i reparació d'automòbils, 1 d'una empresa de transport, 3 d'empreses d'hostatgeria i restauració, 1 d'una empresa immobiliària, 4 d'empreses de serveis, 1 d'una entitat de l'administració pública i 1 d'una empresa classificada com a «altres activitats de serveis».
Dels 7 establiments de servei als particulars que hi havia el 2009, 1 era un taller de reparació d'automòbils i de material agrícola, 1 guixaire pintor, 1 fusteria, 1 electricista, 2 restaurants i 1 agència immobiliària.
L'únic establiment comercial que hi havia el 2009 era una fleca.
L'any 2000 a Talmay hi havia 9 explotacions agrícoles que ocupaven un total de 714 hectàrees.

## Equipaments sanitaris i escolars
El 2009 hi havia 1 escola maternal integrada dins d'un grup escolar amb les comunes properes formant una escola dispersa i 1 escola elemental integrada dins d'un grup escolar amb les comunes properes formant una escola dispersa.

## Poblacions més properes
El següent diagrama mostra les poblacions més properes.